# Wyspa Pucka

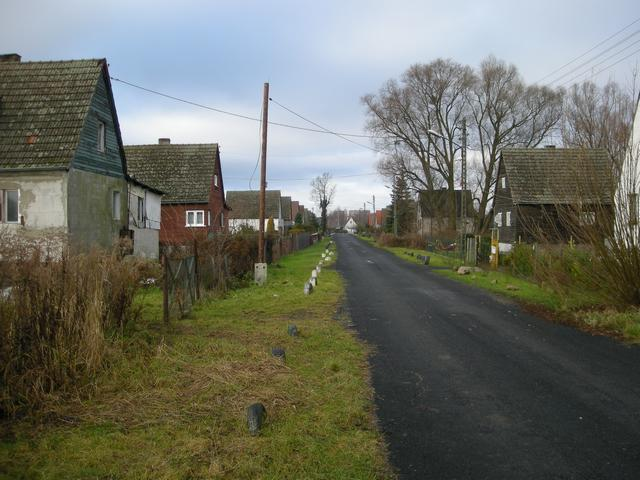
Osiedle przedwojennych domków jednorodzinnych przy ul. Flisackiej

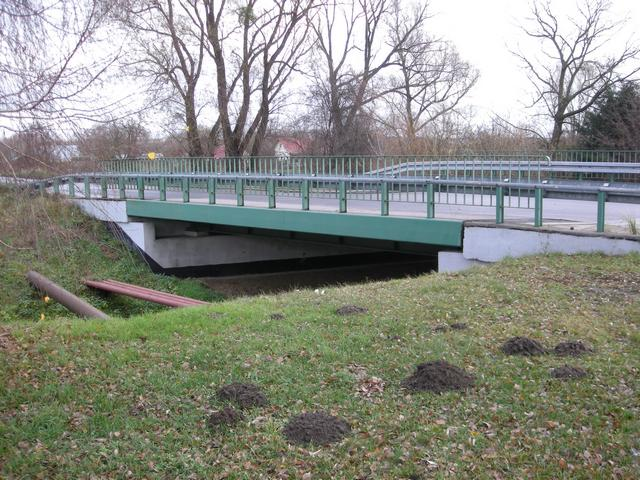
Drogowy most nad Kanałem Rybnym jedyny prowadzący na wyspę

Wyspa Pucka (do 1945 niem. Vorbruch) – wyspa rzeczna w Szczecinie na Międzyodrzu. Administracyjnie leży w dzielnicy Śródmieście i daje nazwę osiedlu Międzyodrze-Wyspa Pucka. 
Otoczona jest wodami Przekopu Parnickiego, Odry Zachodniej, Regaliczki, Jeziora Portowego i Kanału Rybnego. Powstała przez wykopanie Kanału Rybnego i Jeziora Portowego w zachodniej części Zaleskich Łęgów. Na zachodzie Przekop Parnicki oddziela ją od Wyspy Zielonej. Drogowy most nad Kanałem Rybnym (zlokalizowany w północnej części) jest jedynym prowadzącym na wyspę. Co prawda na południu wyspy istnieje jeszcze drugie połączenie ze stałym lądem, 53°23′03″N 14°32′24″E/53,384167 14,540000 jednak powstało ono przez zasypanie fragmentu Regaliczki w miejscu, gdzie oddzielała się ona od Odry Zachodniej i utworzenie grobli. 
Przed rozpoczęciem II wojny światowej na wyspie powstało osiedle mieszkaniowe ze szkołą i kaplicą. Wyspa zajęta jest głównie przez ogrody działkowe w północnej części – pozostała część wyspy to nieużytki, mokradła i trzcinowiska. 
Komunikacja zbiorowa z resztą miasta zapewniona jest od 10 lutego 1968 – uruchomiona została wówczas linia M (bądź MB) obsługiwana przez mikrobusy marki Nysa. 30 maja 1981 Nysy zostały zastąpione Jelczami 080, a numer linii zmieniono na obowiązujący do dziś – nr 52. Ostatnia zmiana zaszła 11 maja 1984 roku, kiedy to autobusy zaczęły jeździć na wydłużonej trasie do oddalonej o 800 metrów nowej pętli przy ul. Marynarskiej.